# Mazīdī
Mazīdī (persiska: مزيدی) är en ort i Iran.   Den ligger i provinsen Kermanshah, i den nordvästra delen av landet, 500 km väster om huvudstaden Teheran. Mazīdī ligger 1 815 meter över havet och antalet invånare är 180.
Terrängen runt Mazīdī är kuperad åt sydväst, men åt nordost är den bergig. Runt Mazīdī är det ganska glesbefolkat, med 34 invånare per kvadratkilometer. Närmaste större samhälle är Pāveh, 7,1 km norr om Mazīdī. Trakten runt Mazīdī består i huvudsak av gräsmarker.